# المنشیه
المنشیه یک محله در مصر است که در استان اسکندریه واقع شده‌است.